# The National
The National je americká rocková skupina, založená v roce 1999 v Cincinnati ve státě Ohio. Skupinu tvoří zpěvák Matt Berninger a dvě bratrské dvojice: Aaron (kytara a klávesy) a Bryce Dessner (kytara) a Scott (baskytara) a Bryan Devendorf (bicí). Své první album skupina vydala v roce 2001 a do roku 2017 jich vydala dalších šest. Album Trouble Will Find Me bylo neúspěšně nominováno na cenu Grammy v kategorii nejlepší alternativní rockové album.

## Diskografie
- The National (2001)
- Sad Songs for Dirty Lovers (2003)
- Alligator (2005)
- Boxer (2007)
- High Violet (2010)
- Trouble Will Find Me (2013)
- Sleep Well Beast (2017)
- I Am Easy to Find (2019)
- First Two Pages of Frankenstein (2023)
- Laugh Track (2023)